# Assassin's Creed: The Ezio Collection
Assassin's Creed: The Ezio Collection est une compilation de jeux vidéo d'action-aventure de la série Assassin's Creed, éditée par Ubisoft. La compilation est sortie le 17 novembre 2016 sur Windows, PlayStation 4 et Xbox One. La compilation est composée des jeux Assassin's Creed II, Assassin's Creed Brotherhood et Assassin's Creed Revelations. Le jeu est sorti sur Nintendo Switch en février 2022.

## Contenu
Chaque épisode remastérisé reprend le gameplay et le contenu de l'opus respectif auquel il est associé avec quelques ajustements.

### Assassin's Creed II
Après s'être évadé des locaux d'Abstergo, Desmond Miles est amené dans un repaire caché des Assassins où il explore les souvenirs d'Ezio Auditore da Firenze, un jeune noble né en 1459 à Florence en République florentine.
Le père et les frères d'Ezio sont exécutés par Uberto Alberti, un notable corrompu par les Templiers. Ezio tue Uberto par vengeance, avant de fuir Florence avec sa mère et sa sœur pour la villa familiale à Monteriggioni. Là, il est formé par son oncle Mario à être un Assassin comme son père le fut. Ezio traque ensuite les Templiers à travers l'Italie et se retrouve impliqué dans la conjuration des Pazzi puis les complots autour du palais des Doges à Venise, tramés par les Templiers de son époque, avec à leur tête Rodrigo Borgia. Ezio fait également la rencontre d'un allié d'une aide précieuse, l'inventeur Leonardo da Vinci, qui décode les pages du Codex. Quand Ezio regarde les pages du Codex par la Vision d'Aigle, les trente pages montrent une carte cachée localisant les différents temples oubliés de « Ceux qui étaient là avant ». Il découvre ainsi les intentions de Borgia : retrouver la Pomme d'Eden, dissimulée à Chypre, afin d'ouvrir le temple situé dans les sous-sols du Vatican.
Borgia est désormais Pape et a en sa possession le Bâton, un autre Fragment d'Eden. Persuadé d'être le Prophète décrit dans les pages du Codex, il tente de pénétrer dans le temple, mais Ezio le rejoint, le bat mais l'épargne, avant d'ouvrir la porte. Il y découvre un hologramme d'une femme, que l'Histoire a appelée Minerve, et qui serait d'une civilisation dont les membres auraient créé les humains. Minerve raconte qu'une catastrophe a failli détruire le monde en son temps et que ceci est sur le point de se reproduire. S'adressant directement à Desmond, elle lui confie la tâche d'empêcher le cataclysme, laissant Ezio dans l'incompréhension.
Desmond est alors sorti de l'Animus pour aider à repousser l'attaque d'Abstergo, avant d'organiser la fuite vers un autre lieu sûr. En attendant, Desmond décide de retourner dans l'Animus afin de rechercher d'autres indices.

### Assassin's Creed Brotherhood
L'intrigue au sein de l'Animus se déroule immédiatement après la fin d'Assassin's Creed II, alors qu'Ezio quitte Rome pour retourner à Monteriggioni afin de rapporter ses découvertes et prendre du repos auprès de son amante, Caterina Sforza. Le lendemain, la ville est assiégée par Cesare Borgia. Ezio tente de repousser l'attaque mais est blessé. Il assiste à la mort de son oncle Mario, l'enlèvement de Caterina et le vol de la Pomme d'Éden. Ezio rejoint donc Rome où, épaulé par Niccolo Machiavelli et les Assassins de la ville, il va libérer la ville du joug des Borgia et récupérer la Pomme. Pour ce faire, il commence à recruter des hommes parmi les citoyens prêts à se battre et s'allie avec les différentes factions. À plusieurs occasions, Ezio tente même d'infiltrer le château Saint-Ange pour assassiner Rodrigo et Cesare Borgia, sans succès. Lors d'une dernière tentative, Ezio voit Cesare tuer son père en lui enfonçant une pomme empoisonnée dans la bouche, le fruit était destiné à Cesare. Après une poursuite dans le quartier du Vatican, Ezio parvient à récupérer la Pomme d'Éden et fuir. Grâce à l'artefact, il décime les troupes de Cesare, qui finit arrêté mais clame avant de partir qu'aucun homme ne peut le tuer et qu'il se libèrera de ses chaînes. En effet, Cesare s'évade et fuit en Espagne. Ezio le retrouve à Viana, où il le tue. Après cela, Desmond, Lucy, Rebecca et Shaun découvrent que la Pomme d'Éden a été dissimulée sous le Colisée. Au moment où Desmond s'empare de la Pomme, Junon prend le contrôle de son corps et le force à poignarder Lucy, puis le libère de son emprise. Lucy est grièvement blessée, Desmond est dans le coma.
Le contenu du DLC « La Disparition de Da Vinci » se déroule trois ans avant la fin de Brotherhood et s'achève dans l'un des cinq temples et donne les coordonnées GPS d'un lac à New York. Il annonce en avance que quelque chose a été caché dans un temple. Après la dernière séquence, Desmond, toujours dans le coma, entend cependant les voix de nouveaux assassins qui décident d'utiliser les indices découverts pour organiser une mission vers ce nouveau temple.

### Assassin's Creed Revelations
Desmond, toujours dans le coma depuis la fin de Brotherhood, a été placé dans un mode spécial de l'Animus : la Black Room (à l'opposé de la White Room vue jusqu'alors), où il va tenter de rassembler ses propres souvenirs disséminés dans la mémoire d'Ezio afin de reconstruire son esprit et sortir de l'Animus. Desmond, tout en se remémorant son propre passé, retrouve donc une nouvelle fois Ezio, parti en quête personnelle à Masyaf pour découvrir les secrets de la bibliothèque d'Altaïr, notamment les origines de l'ordre ainsi qu'une arme capable de donner l'avantage aux assassins ou aux templiers. Les clés de la pièce ont été dissimulées à travers Constantinople. À travers elles, Ezio va découvrir quelques souvenirs du maître Altaïr, révélant les événements qui l'ont poussé à abandonner la forteresse de Masyaf.
Outre sa quête personnelle, Ezio va se retrouver impliqué dans la formation des Assassins de Constantinople, aux prises avec les Byzantins qui luttent contre le pouvoir de l'empereur Bajazed II afin de le renverser. Avec le soutien du jeune prince Suleiman, Ezio va découvrir le complot fomenté contre le chef de l'Empire orchestré par Manuel Palaiologos, qui prépare une armée lourde dans les montagnes de la Cappadoce.
Le jeu introduit de nouveaux éléments, comme la lame-crochet, la fabrication de bombes à portée dissuasive, ou le Sens de l'Aigle, version améliorée de la Vision d'Aigle qui permet de prévoir les déplacements ennemis. Le recrutement d'Assassins a également été revu, de même que le mode multijoueur, qui permet d'en apprendre plus sur les origines du groupe Abstergo.